# Sekyere South
Sekyere South (poprzednio Afigya-Sekyere) dystrykt w regionie Ashanti w Ghanie ze  stolicą w Agona. Dystrykt graniczy od wschodu z dystryktami Ejura/Sekyedumase, Mampong Municipal i Sekyere East, od południa z  Kwabre i od zachodu z Offinso.
Na obszarze dystryktu znajdują się lasy tropikalne, z których pozyskuje się wiele gatunków drewna budowlanego. W regionie występuje około 120 dni deszczowych rocznie, głównie podczas pory deszczowej, między marcem a lipcem. Region jest bardzo popularny wśród turystów, proponując wiele atrakcji między innymi Wodospad Trobo i Festiwal Aboye.
W dystrykcie znajduje się 329 szkół i 18 ośrodków zdrowia. Dwie trzecie siły roboczej to rolnicy, większość pozostałych zatrudniona jest w sektorze usług. Wśród głównych zbiorów żywności są maniok jadalny, banany, ignam i kukurydza. Największymi uprawami przeznaczonymi na rynek są kakao, owoce cytrusowe, kawa i olej palmowy. Wielu ludzi trudni się kilimiarstwem kente oraz garncarstwem; produkty te wysyłane są głównie na eksport.
Główne miasta: Jamasi, Kona, Asamang, Bepoase, Tetrem, Kyekyewere, Bipoe, Tano Odumase.